# Vicinesphaera
Vicinesphaera es un género de foraminífero bentónico de la subfamilia Archaesphaerinae, de la familia Archaesphaeridae, de la superfamilia Parathuramminoidea, del suborden Fusulinina y del orden Fusulinida. Su especie tipo es Vicinesphaera squalida. Su rango cronoestratigráfico abarca el Fameniense (Devónico superior).

## Discusión
Clasificaciones más recientes incluyen Vicinesphaera en la superfamilia Caligelloidea, del suborden Earlandiina, del orden Earlandiida, de la subclase Afusulinana y de la clase Fusulinata.

## Clasificación
Vicinesphaera incluye a las siguientes especies:
- Vicinesphaera globosa †
- Vicinesphaera irregularis †
- Vicinesphaera karagainica †
- Vicinesphaera laxa †
- Vicinesphaera mutabilis †
- Vicinesphaera parva †
- Vicinesphaera squalida †